# Tóth Lajos (animátor)
Tóth Lajos (Miskolc, 1963. január 13. –) magyar animátor.

## Pályája
1977–1981 között a  miskolci Zrínyi Ilona Gimnázium rajz tagozatának diákja volt. 1981-től a Pannónia Filmstúdióban dolgozott, többek között a Kérem a következőt! Dr. Bubó című rajzfilmsorozaton. Első egyedi filmjét 1986-ban rendezte Pontban hatkor címmel. 1990-től a Varga Stúdió, a Kecskeméti Animációs Filmstúdió, az Exist Stúdió, az Orange Stúdió, a Baestarts Stúdió, a Fabula Stúdió munkatársa volt. Számos sikeres rajzfilmben animált, például a The Simpsons Family – Do the Bartman listavezető klipben is. 1995-től szabadúszó. Jelenleg a Mamma Mu och Krakan című svéd produkcióban dolgozik.

## Rövidfilmjei rendezőként
- 1986 – Pontban hatkor
- 1990 – Help (a lék)
- 1990 – Help (a gong)

## Legutóbbi ismertebb filmjei tervezőként
- 1989 – Vili, a veréb (egész estés rajzfilm) (magyar)
- 1989 – Sárkány és papucs (egész estés rajzfilm) (magyar)
- 1990 – The Simpsons Family – Do the Bartman (amerikai; klip)
- 1991 – James Bond Jr. (rajzfilmsorozat) (amerikai)
- 1993 – Tini Nindzsa Teknőcök (rajzfilmsorozat) (amerikai)
- 1995 – Leo és Fred (rajzfilmsorozat) (magyar)
- 1995 – Uncle Birthday (rajzfilm) (angol)
- 1995 – Spirou et Fantasio (rajzfilm) (francia)
- 1995 – Wolves, Witches and Giants (rajzfilmsorozat) (angol)
- 1995 – The real Shlemiel (egész estés rajzfilm) (amerikai)
- 1995 – Vacak 2.az erdő hőse (egész estés rajzfilm) (magyar)
- 1997 – Eugenio (rajzfilm) (francia)
- 2001 – L'œil du loup (rajzfilm) (francia)
- 2001 – Les Contes du cimetière (rajzfilmsorozat) (francia)
- 2001 – The Princess and the Pea (egész estés rajzfilm) (amerikai)
- 2002 – A kis jegesmedve (rajzfilm) (német)
- 2003 – Wide Eye (rajzfilmsorozat) (angol)
- 2004 – Laura csillaga (egész estés rajzfilm) (német)
- 2004 – Szerencsi, fel! (rajzfilmsorozat) (magyar)
- 2004 – Blanche Neige la suite (egész estés rajzfilm) (belga)
- 2005 – Lenny and Tweek (rajzfilmsorozat) (német)
- 2005 – Pettson és Findus 3 (rajzfilmsorozat) (svéd)
- 2006 – Toot and Puddle (rajzfilmsorozat/egész estés rajzfilm) (amerikai)
- 2006 – Ez kész! Pénz! (rajzfilmsorozat) (magyar)
- 2007 – Brendan and the Secret of Kells (egész estés rajzfilm) (ír)
- 2008 – Mamma Mu och Krakan (rajzfilmsorozat) (svéd)
- 2008 – Pettson & Findus-Glömligheter (egész estés rajzfilm) (svéd)
- 2008 – Mamma Mu & Krakan (egész estés rajzfilm) (svéd)

## Reklámfilmek
- 1982 – Seven Up, (fázisrajzoló)
- 1983 – Polyfoam, (kulcsrajzoló)
- 1986 – Empack, (rendező), (animátor)
- 1987 – Crategil, (rendező), (animátor)
- 2002 – Energia, (rendező), (animátor)
- 2007 – K&H, (animátor)

## Egyéb munkái
- 1982 – Dr.Bubó, (kifestőkönyv)
- 1989 – Pajor István: Mitől fordul a SÍ?, (illusztráció)
- 1989 – Hócipő, (karikatúra)
- 1994 – Családi Tombola, (karikatúra)
- 2002 – Energiatakarékossági Reklámkampány, (óriásplakát)

## Külső hivatkozások
- Filmévkönyv 1987, Elsőfilmes animációs rendezők
- Tóth Lajos honlapja[halott link]
- Tóth Lajos az IMDb-n
- Szerencsi, fel! az IMDb-n
- Ez kész!Pénz! az IMDb-n[halott link]
- The Princess and the Pea az IMDb-n
- Blanche Neige la suite az IMDb-n
- Pettson és Findus az IMDb-n
- Brendan and the Secret of Kells az IMDb-n